# Зыонг Хонг Шон
Зыонг Хонг Шон (вьет. Dương Hồng Sơn; 20 ноября 1982, Нгеан) — вьетнамский футболист, вратарь. Выступал в сборной Вьетнама.
Родился в рабочей семье в городке Кюиньлыу провинции Нгеан. Воспитанник клуба «Сонглам Нгеан». В 16 лет впервые попал в юношескую сборную Вьетнама, а в 20 лет дебютировал в составе главной национальной команды. В 2007 году провёл 4 матча в составе сборной Вьетнаме на Кубке Азии. В 2008 году перешёл в клуб Первого дивизиона «Ханой T&T» и помог ему выйти в V-лигу. И в том же году в составе сборной стал победителем чемпионата АСЕАН. Был признан самым полезным игроком турнира и лучшим футболистом Вьетнама 2008.

## Достижения
- Чемпион АСЕАН: 2008
- Лучший футболист чемпионата АСЕАН: 2008
- Лучший футболист Вьетнама: 2008
- Чемпион Вьетнама: 2010
- Вице-чемпион Вьетнама: 2011